# Xanthomyrtus leeuwenii
Xanthomyrtus leeuwenii là một loài thực vật có hoa trong Họ Đào kim nương. Loài này được Diels ex A.J.Scott miêu tả khoa học đầu tiên năm 1979.